# طواف قطر 2013
طواف قطر 2013 هو سباق دراجات هوائية أقيم بتاريخ 3–8 فبراير 2013، تكون السباق من 6 مراحل وامتدّ لمسافة 732. 2 كم بسرعة 45.986 كم/س، استغرق السباق 15 ساعة 55 دقيقة 20 ثانية. فاز به البريطاني مارك كافنديش.

## الترتيب
| م                     | الدرّاج       | البلد           | الزمن                     |
| --------------------- | ------------ | --------------- | ------------------------- |
| الفائز بالترتيب العام | مارك كافنديش | بريطانيا العظمى | 15 ساعة 55 دقيقة 20 ثانية |
| حسب النقاط            | مارك كافنديش | بريطانيا العظمى | -                         |

## روابط خارجية
- طواف قطر 2013 على موقع إحصائيات الدراجات الإحترافية (الإنجليزية)